# Тоні Еспозіто
Тоні Еспозіто (англ. Tony Esposito, нар. 23 квітня 1943, Су-Сент-Марі — 10 серпня 2021) — канадський хокеїст, що грав на позиції воротаря. Грав за збірні Канади і США. Член Зали слави хокею з 1988 року.

## Біографія

### Ігрова кар'єра
У віці 25 років дебютував у Національній хокейній лізі за «Монреаль». У сезоні 1968/1969 канадці вчетверте поспіль здобули Кубок Стенлі. Основними голкіперами колективу були Рогат'єн Вашон і Гамп Ворслі. Його брат Філ Еспозіто виходив на лід у 13 іграх регулярного чемпіонату. У міжсезоння перейшов до «Чикаго Блекгокс», кольори якого захищав протягом наступних 15 сезонів. 1970 року був визнаний найкращим новачком сезону (трофей Колдера), а в наступні роки тричі обирався найкращим воротарем ліги (трофей Везіни). Загалом провів 931 матч у НХЛ, включаючи 45 ігор плей-оф Кубка Стенлі.

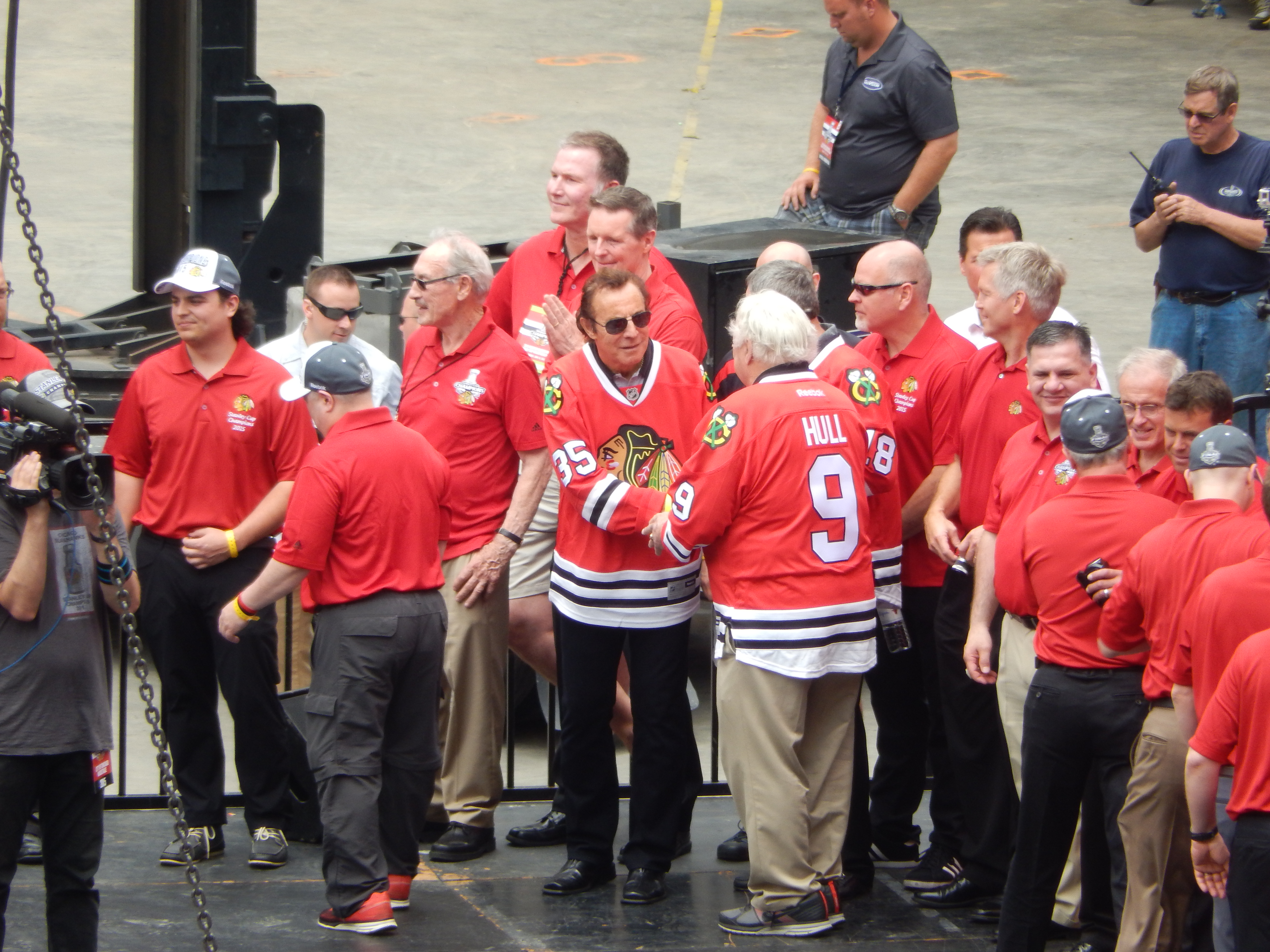
№ 35 — Тоні Еспозіто, № 9 — Боббі Галл (2015)

У складі збірної канадських професіоналів НХЛ брав участь у першій суперсерії проти команди СРСР. На хокейні майданчики виходив у чотирьох матчах (дві перемоги, нічия і поразка). В інших чотирьох іграх ворота північноамериканців захищав Кен Драйден з «Монреаля».
На чемпіонаті світу 1977 року в складі збірної Канади вперше виступали гравці з шести клубів НХЛ. Разом з Тоні на турнірі грав його старший брат Філ Еспозіто.
Через чотири роки був основним воротарем збірної США на Кубку Канади-81. Зіграв на турнірі п'ять матчів з семи. Команда посіла четверте місце з шести учасників.

## Смерть
Помер 10 серпня 2021 року від раку підшлункової залози.

## Статистика

### Клубні виступи
| Сезон   | Клуб                  | Ліга | Регулярний сезон | Регулярний сезон | Регулярний сезон | Регулярний сезон | Регулярний сезон | Регулярний сезон | Регулярний сезон | Регулярний сезон | Регулярний сезон | Плей-оф | Плей-оф | Плей-оф | Плей-оф | Плей-оф | Плей-оф | Плей-оф | Плей-оф |
| Сезон   | Клуб                  | Ліга | І                | В                | П                | Н                | Хв               | ПГ               | ІБГ              | ПГГ              | %ВК              | І       | В       | П       | Хв      | ПГ      | ІБГ     | ПГA     | %ВК     |
| ------- | --------------------- | ---- | ---------------- | ---------------- | ---------------- | ---------------- | ---------------- | ---------------- | ---------------- | ---------------- | ---------------- | ------- | ------- | ------- | ------- | ------- | ------- | ------- | ------- |
| 1964–65 | Michigan Tech Huskies | WCHA | 17               | —                | —                | —                | 1020             | 40               | 1                | 2.35             | —                | —       | —       | —       | —       | —       | —       | —       | —       |
| 1965–66 | Michigan Tech Huskies | WCHA | 19               | —                | —                | —                | 1140             | 51               | 1                | 2.68             | —                | —       | —       | —       | —       | —       | —       | —       | —       |
| 1966–67 | Michigan Tech Huskies | WCHA | 15               | —                | —                | —                | 900              | 39               | 0                | 2.60             | —                | —       | —       | —       | —       | —       | —       | —       | —       |
| 1967–68 | «Ванкувер Канакс»     | ЗХЛ  | 63               | 25               | 33               | 4                | 3734             | 199              | 4                | 3.20             | —                | —       | —       | —       | —       | —       | —       | —       | —       |
| 1968–69 | Houston Apollos       | ЦХЛ  | 19               | 10               | 7                | 2                | 1139             | 46               | 1                | 2.42             | —                | 1       | 0       | 1       | 59      | 3       | 0       | 3.05    | —       |

### У Національній хокейній лізі
| Сезон        | Клуб                 | Ліга         | Регулярний сезон | Регулярний сезон | Регулярний сезон | Регулярний сезон | Регулярний сезон | Регулярний сезон | Регулярний сезон | Регулярний сезон | Регулярний сезон | Плей-оф | Плей-оф | Плей-оф | Плей-оф | Плей-оф | Плей-оф | Плей-оф | Плей-оф |
| Сезон        | Клуб                 | Ліга         | І                | В                | П                | Н                | Хв               | ПГ               | ІБГ              | ПГГ              | %ВК              | І       | В       | П       | Хв      | ПГ      | ІБГ     | ПГA     | %ВК     |
| ------------ | -------------------- | ------------ | ---------------- | ---------------- | ---------------- | ---------------- | ---------------- | ---------------- | ---------------- | ---------------- | ---------------- | ------- | ------- | ------- | ------- | ------- | ------- | ------- | ------- |
| 1968–69      | «Монреаль Канадієнс» | НХЛ          | 13               | 5                | 4                | 4                | 746              | 34               | 2                | 2.73             | .913             | —       | —       | —       | —       | —       | —       | —       | —       |
| 1969–70      | «Чикаго Блекгокс»    | НХЛ          | 63               | 38               | 17               | 9                | 3763             | 136              | 15               | 2.17             | .932             | 8       | 4       | 4       | 480     | 27      | 0       | 3.38    | .907    |
| 1970–71      | «Чикаго Блекгокс»    | НХЛ          | 57               | 35               | 14               | 6                | 3325             | 126              | 6                | 2.27             | .919             | 18      | 11      | 7       | 1151    | 42      | 2       | 2.19    | .928    |
| 1971–72      | «Чикаго Блекгокс»    | НХЛ          | 48               | 31               | 10               | 6                | 2780             | 82               | 9                | 1.77             | .934             | 5       | 2       | 3       | 300     | 16      | 0       | 3.20    | .895    |
| 1972–73      | «Чикаго Блекгокс»    | НХЛ          | 56               | 32               | 17               | 7                | 3340             | 140              | 4                | 2.51             | .917             | 15      | 10      | 5       | 895     | 46      | 1       | 3.08    | .898    |
| 1973–74      | «Чикаго Блекгокс»    | НХЛ          | 70               | 34               | 14               | 21               | 4143             | 141              | 10               | 2.04             | .928             | 10      | 6       | 4       | 584     | 28      | 2       | 2.88    | .911    |
| 1974–75      | «Чикаго Блекгокс»    | НХЛ          | 71               | 34               | 30               | 7                | 4219             | 193              | 6                | 2.74             | .905             | 8       | 3       | 5       | 472     | 34      | 0       | 4.32    | .878    |
| 1975–76      | «Чикаго Блекгокс»    | НХЛ          | 68               | 30               | 23               | 13               | 4003             | 198              | 4                | 2.97             | .904             | 4       | 0       | 4       | 240     | 13      | 0       | 3.25    | .901    |
| 1976–77      | «Чикаго Блекгокс»    | НХЛ          | 69               | 25               | 36               | 8                | 4067             | 234              | 2                | 3.45             | .900             | 2       | 0       | 2       | 120     | 6       | 0       | 3.00    | .915    |
| 1977–78      | «Чикаго Блекгокс»    | НХЛ          | 68               | 28               | 22               | 14               | 3840             | 168              | 5                | 2.63             | .914             | 4       | 0       | 4       | 252     | 19      | 0       | 4.52    | .838    |
| 1978–79      | «Чикаго Блекгокс»    | НХЛ          | 63               | 24               | 28               | 11               | 3780             | 206              | 4                | 3.27             | .901             | 4       | 0       | 4       | 243     | 14      | 0       | 3.46    | .889    |
| 1979–80      | «Чикаго Блекгокс»    | НХЛ          | 69               | 31               | 22               | 16               | 4140             | 205              | 6                | 2.97             | .903             | 6       | 3       | 3       | 373     | 14      | 0       | 2.25    | .924    |
| 1980–81      | «Чикаго Блекгокс»    | НХЛ          | 66               | 29               | 23               | 14               | 3935             | 246              | 0                | 3.75             | .890             | 3       | 0       | 3       | 215     | 15      | 0       | 4.19    | .878    |
| 1981–82      | «Чикаго Блекгокс»    | НХЛ          | 52               | 19               | 25               | 8                | 3069             | 231              | 1                | 4.52             | .867             | 7       | 3       | 3       | 381     | 16      | 1       | 2.52    | .917    |
| 1982–83      | «Чикаго Блекгокс»    | НХЛ          | 39               | 23               | 11               | 5                | 2340             | 135              | 1                | 3.46             | .888             | 5       | 3       | 2       | 311     | 18      | 0       | 3.47    | .889    |
| 1983–84      | «Чикаго Блекгокс»    | НХЛ          | 18               | 5                | 10               | 3                | 1095             | 88               | 1                | 4.82             | .859             | —       | —       | —       | —       | —       | —       | —       | —       |
| Усього в НХЛ | Усього в НХЛ         | Усього в НХЛ | 886              | 423              | 306              | 151              | 52,583           | 2563             | 76               | 2.92             | .906             | 99      | 45      | 53      | 6017    | 308     | 6       | 3.07    | .903    |

### Збірна
| Рік                | Команда            | Турнір             | І  | В  | П | Н | Хв   | ПГ | ІБГ | ПГГ  |
| ------------------ | ------------------ | ------------------ | -- | -- | - | - | ---- | -- | --- | ---- |
| 1972               | Канада             | Суперсерія         | 4  | 2  | 1 | 1 | 240  | 13 | 0   | 3.25 |
| 1977               | Канада             | ЧС                 | 9  | 6  | 2 | 1 | 510  | 27 | 1   | 3.17 |
| 1981               | США                | КК                 | 5  | 2  | 3 | 0 | 300  | 20 | 0   | 4.00 |
| Національна збірна | Національна збірна | Національна збірна | 18 | 10 | 6 | 2 | 1050 | 60 | 1   | 3.43 |

## Родина
- Брат - Філ Еспозіто, легендарний канадський хокеїст, нападник, що забив у НХЛ 717 шайб. №7 серед найкращих снайперів ліги.